# Monorail de Tokyo
La ligne Tokyo Monorail Aéroport Haneda (東京 モノレール羽田空港線, Tōkyō Monorēru Haneda Kūkō sen), est un monorail de type Alweg qui circule à Tokyo, capitale du Japon. Mis en service le 17 septembre 1964 à l’occasion des Jeux olympiques d'été, le monorail relie la gare de Hamamatsuchō et les quartiers Ōta, Shinagawa et Minato de Tokyo à l'aéroport international de Tokyo-Haneda. La ligne emprunte une route nord-sud principalement surélevée qui suit la côte ouest de la baie de Tokyo. Le monorail dessert une dense région industrielle et résidentielle située au sud de Tokyo. Le parcours aérien permet d'éviter le trafic automobile, régulièrement paralysé à cause d'un réseau routier passablement engorgé.
C'est le troisième monorail mis en service au Japon, le plus ancien encore en activité. Avec 140 000 passagers par jour, c'est le monorail le plus fréquenté au monde. Le trajet de 17,8 km de la ligne avec onze stations dont trois dans l'aéroport s'effectue en 24 minutes. La ligne est à double voie (les trains circulent à gauche).
Lors de son inauguration, le monorail de Tokyo est devenu le premier service de monorail commercial du monde et la première connexion ferroviaire d'aéroport du Japon.

## Histoire
Les plans de construction de la première liaison ferroviaire aéroportuaire du Japon ont fait surface en 1959 alors que Tokyo se préparait à accueillir les Jeux olympiques d'été de 1964. Cette année-là, en août, la Yamato Kanko Co., Ltd. — rebaptisée plus tard Tokyo Monorail Co., Ltd. — a été créée pour construire la connexion ferroviaire. En janvier 1960, Alweg accorde une licence de son monorail à cheval à la société japonaise Hitachi pour construire le monorail reliant Tokyo à Haneda. Cette ligne est construite par une division d'Hitachi baptisée Hitachi-Alweg. Le ministère des Transports a autorisé le projet de monorail en décembre 1961.
La construction a commencé en mai 1963 et s'est achevée le 17 septembre 1964. La ligne a coûté au total 21,1 milliards de yens dont 20 milliards de yens pour la construction. Cette ligne de 13,1 km, qui passait principalement au-dessus de l'eau de la baie a été construite en dix-sept mois, sans station intermédiaire. Lors de son ouverture, le monorail opérait entre les stations Hamamatsuchō et Haneda. Le terminus de Haneda était à l'air libre. Le trajet s'effectuait alors en quinze minutes, la vitesse maximale des véhicules atteignant 105 km/h.
La première station intermédiaire, Ōi Keibajō-mae (litt. Hippodrome de Ōi), fut ouverte en mai 1965. En novembre 1967, un viaduc reliant la plate-forme de monorail aux plates-formes JR de la station Hamamatsuchō a été achevé. Entre 1967 et 1993, quatre autres stations ont été construites le long du tracé original : Haneda Seibijō, rebaptisée plus tard Seibijō (1967), Shin Heiwajima, rebaptisé plus tard Ryūtsū Center (1969), Shōwajima (1985) et Tennōzu Isle (1992).
En 1983, le ministère des Transports a lancé un projet d'extension de l'aéroport de Haneda comprenant la construction de nouveaux terminaux. Le monorail Tôkyô a construit une extension de 5,2 km au nouveau terminal ouest, ouvert en 1993, avec de nouveaux tunnels sous les pistes, et le segment de 1,0 km de l'ancien terminal a été fermé en même temps. Lors de l'ouverture d'un nouveau terminal passagers — maintenant Terminal 1 — en 1993, le monorail a été étendu à une nouvelle plate-forme et une autre station, Shin Seibijō, a été construite pour les employés des installations de maintenance à proximité.
Le monorail a continué à s'adapter et à s'étendre avec les changements de terminaux et les agrandissements de l'aéroport de Haneda. Une extension de 0,8 km avec une seule station du nouveau terminal 2 de l'aéroport a ouvert en décembre 2004 et a entraîné le changement de nom de la station de l'aéroport de Haneda existante en station du terminal 1. L'ouverture d'une boucle de passage à Shōwajima a permis l'exploitation de services express à partir de mars 2007. La onzième station, intermédiaire, Haneda Airport International Terminal, pour desservir le nouveau terminal international a ouvert en octobre 2010.

## Infrastructure

### Stations
| Numéro | Nom                           | Nom japonais          | Infrastructure                                        | Distance | Correspondance(s)                    | Photo |
| ------ | ----------------------------- | --------------------- | ----------------------------------------------------- | -------- | ------------------------------------ | ----- |
| MO01   | Monorail Hamamatsuchō         | モノレール浜松町      | 2 quais encadrant 1 voie                              | 0 km     | JR East : - Yamanote - Keihin-Tōhoku |       |
| MO02   | Tennōzu Isle                  | 天王洲アイル          | 2 quais encadrant 2 voies                             | 4,0 km   | TWR : - Rinkai                       |       |
| MO03   | Ōi Keibajō-mae                | 大井競馬場前          | 2 quais encadrant 2 voies                             | 7,1 km   |                                      |       |
| MO04   | Ryūtsū Center                 | 流通センター          | 2 quais encadrant 2 voies                             | 8,7 km   |                                      |       |
| MO05   | Shōwajima                     | 昭和島                | 2 quais encadrés par chacun 2 voies dépôt et ateliers | 9,9 km   |                                      |       |
| MO06   | Seibijō                       | 整備場                | 2 quais encadrant 2 voies                             | 11,8 km  |                                      |       |
| MO07   | Tenkūbashi                    | 天空橋                | 2 quais encadrant 2 voies                             | 12,6 km  | Keikyū : - Aéroport                  |       |
| MO08   | Aéroport de Haneda Terminal 3 | 羽田空港第3ターミナル | 2 quais encadrant 2 voies                             | 14,0 km  | Keikyū : - Aéroport                  |       |
| MO09   | Shin-Seibijō                  | 新整備場              | 2 quais encadrant 2 voies                             | 16,1 km  |                                      |       |
| MO10   | Aéroport de Haneda Terminal 1 | 羽田空港第1ターミナル | 1 quai encadré par 2 voies                            | 16,9 km  |                                      |       |
| MO11   | Aéroport de Haneda Terminal 2 | 羽田空港第2ターミナル | 1 quai encadré par 2 voies                            | 17,8 km  |                                      |       |

Sept des onze stations sont dotées de deux quais encadrant deux voies, à l'exceptions du :
- Terminus de Hamamatsuchō : une voie unique en cul-de-sac, encadrée par deux quais ;
- Shōwajima : station dotée de deux voies de débord supplémentaires permettant le dépassement des trains : deux quais chacun encadré par deux voies ;
- Terminal 1 : quai central ;
- Terminal 2 : deux voies en cul-de-sac encadrant un quai.

### Dépôt et ateliers
Le centre Shōwajima (昭和島車両基地, Shōwajima sharyō kichi), situé à côté de la gare de Shōwajima, est le centre d'opérations et de maintenance du monorail de Tokyo. Le complexe abrite une salle de contrôle des opérations qui contrôle le mouvement des trains, une salle de contrôle de l'alimentation qui contrôle l'alimentation électrique de la ligne, un dépôt d'entretien et de stockage des véhicules où les voitures sont inspectées et entretenues, un dépôt d'inspection et d'entretien des voies et des chariots. Les ateliers font face au faisceau de garage des trains.

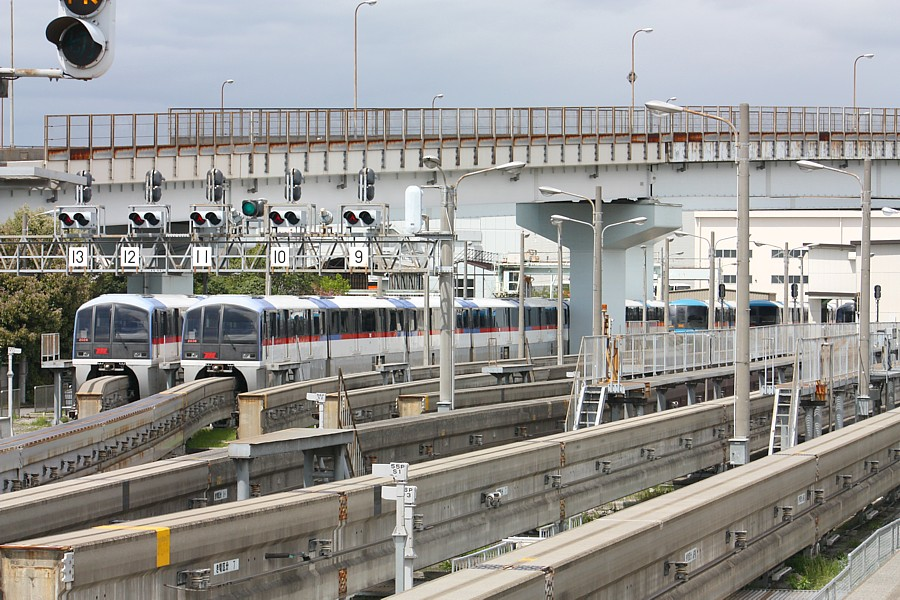
Trains de la série 2000 sur le faisceau de garage.
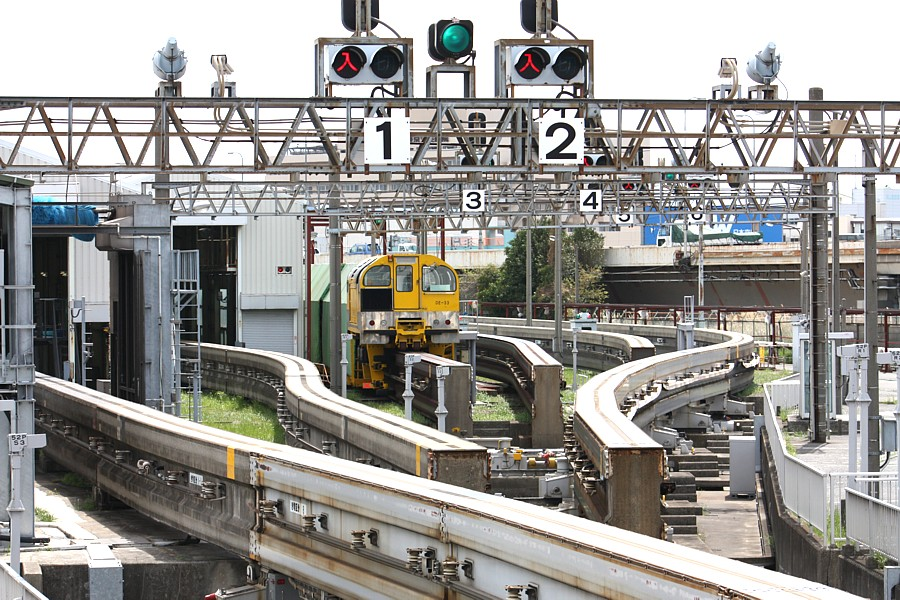
Ateliers de maintenance et locotracteur d'entretien de la voie.

### Aiguillages
Les aiguillages, tout comme pour le chemin de fer traditionnel, permettent aux convois de passer d'une voie à l'autre. Au vu de la complexité du système, ces aiguillages sont particulièrement imposants et il est impressionnant de les voir manœuvrer. En cas de panne de l'alimentation électrique, un système de manivelle permet de manœuvrer l'aiguillage manuellement.

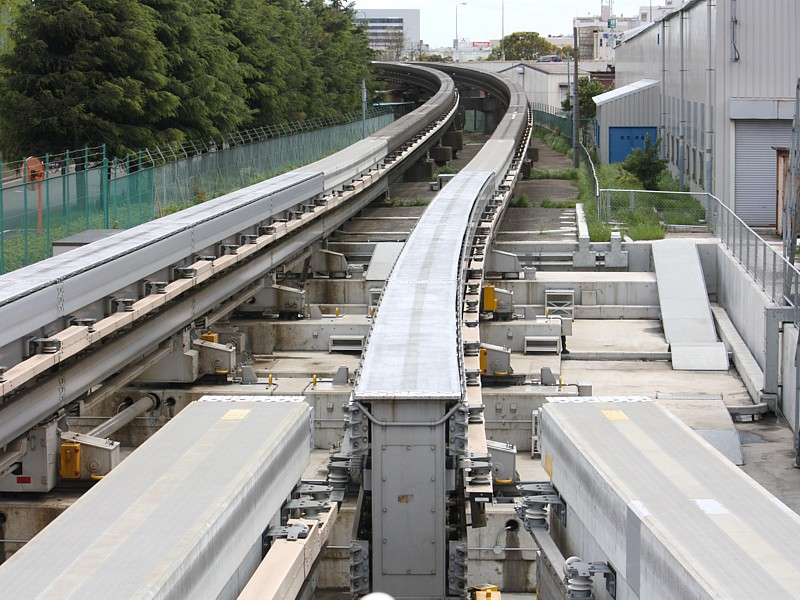
Aiguillage en mouvement à proximité de la station Shōwajima.
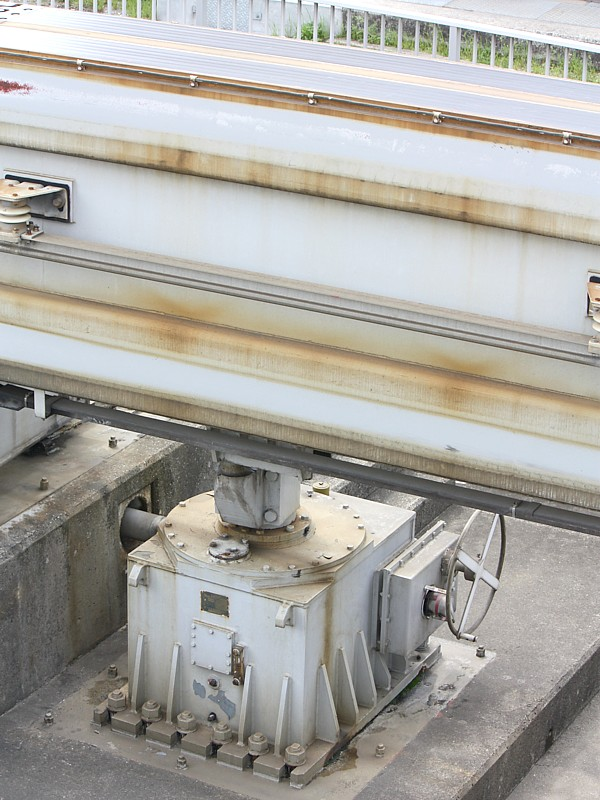
Système de manœuvre de secours.

## Matériel roulant
Tout le matériel roulant qui a été exploité est actuellement en service depuis son inauguration est construit par Hitachi Rail.
Les trains sont alimentés en électricité sous 750 V cc. Les roues des véhicules sont équipées de pneumatiques qui sont dès l'origine fournis par Michelin.
Toutes les rames fonctionnent dans une configuration à six voitures et sont capables de rouler à des vitesses allant jusqu'à 80 km/h. Chaque voiture a une combinaison de banquettes orientées côté couloir, de sièges avant et arrière et de sièges au centre de l'allée. Les trains disposent également d'un espace supplémentaire pour les bagages à main, ce qui est pratique pour les voyageurs aériens. Ces trains sont stockés et entretenus au dépôt de Shōwajima à côté de la station Shōwajima pendant les heures de repos.
L'ancien matériel roulant autrefois utilisé comprend la série 100/200/300/350 (de 1964 à 1978), la série 500 (de 1969 à 1991), la série 600 (de 1977 à 1997) et la série 700/800 (de 1982 à 1998).
Actuellement, trois séries arpentent la ligne :
- série 1000 : seize rames de six voitures, en service depuis juillet 1989. Il s'agit de la neuvième série à arpenter la ligne depuis l'ouverture en 1964. Certaines rames ont été retirées du service ;
- série 2000 : quatre rames de six voitures, en service depuis août 1997, de conception très similaire à la série 1000 ;
- série 10000 : six rames de six voitures, en service depuis juillet 2014. Ces nouveaux trains remplacent progressivement les anciens trains de la série 1000[8].

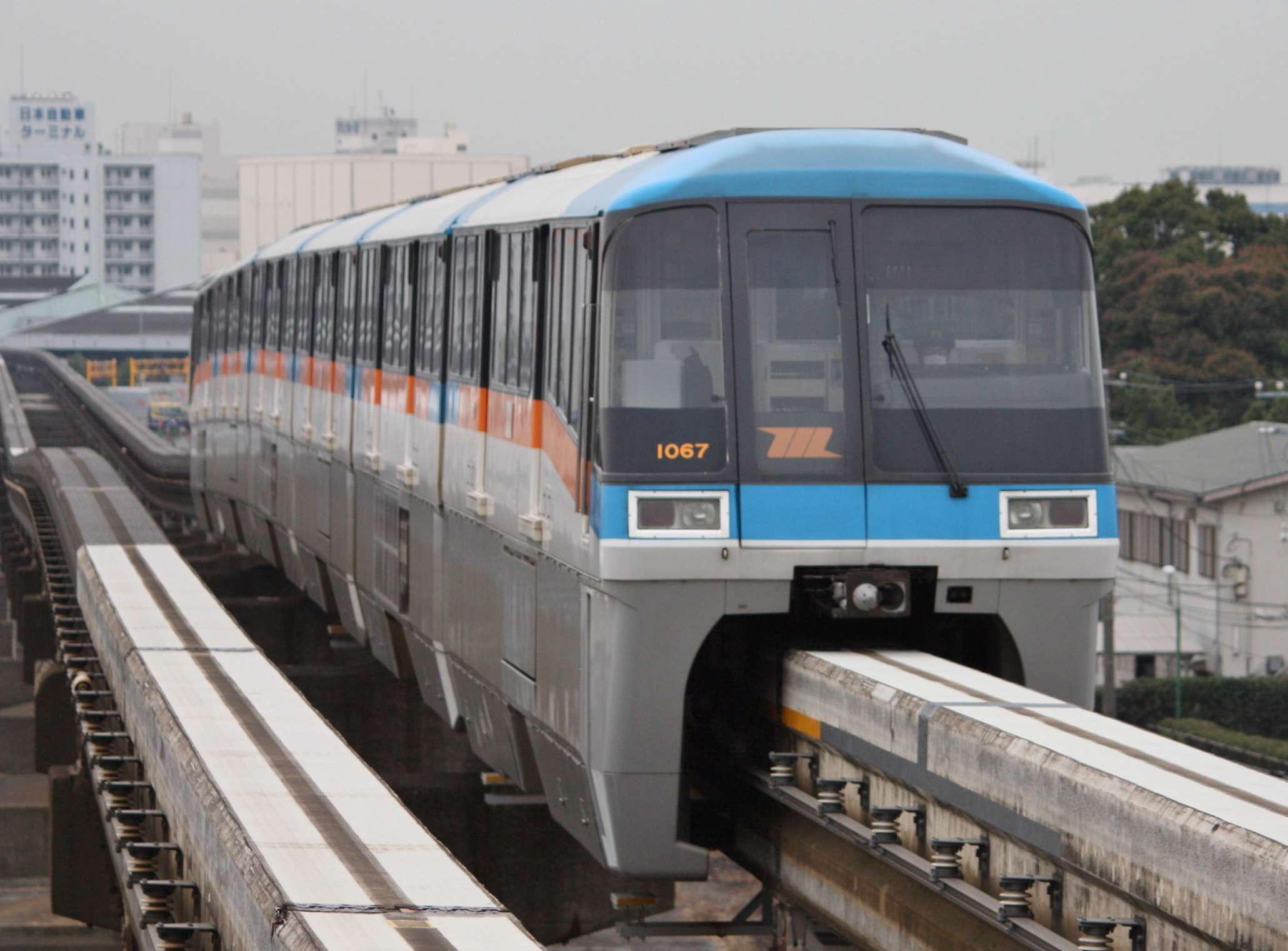
Train de la série 1000.
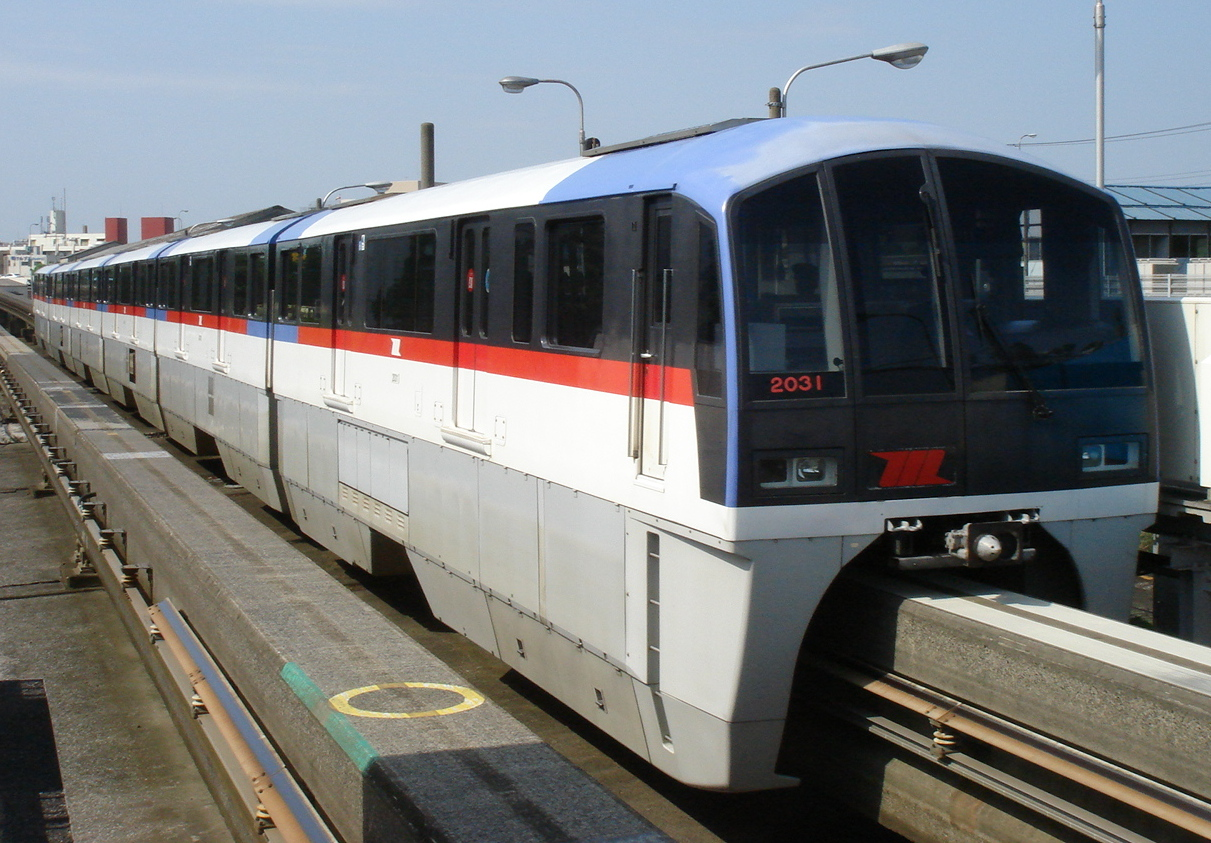
Train de la série 2000.
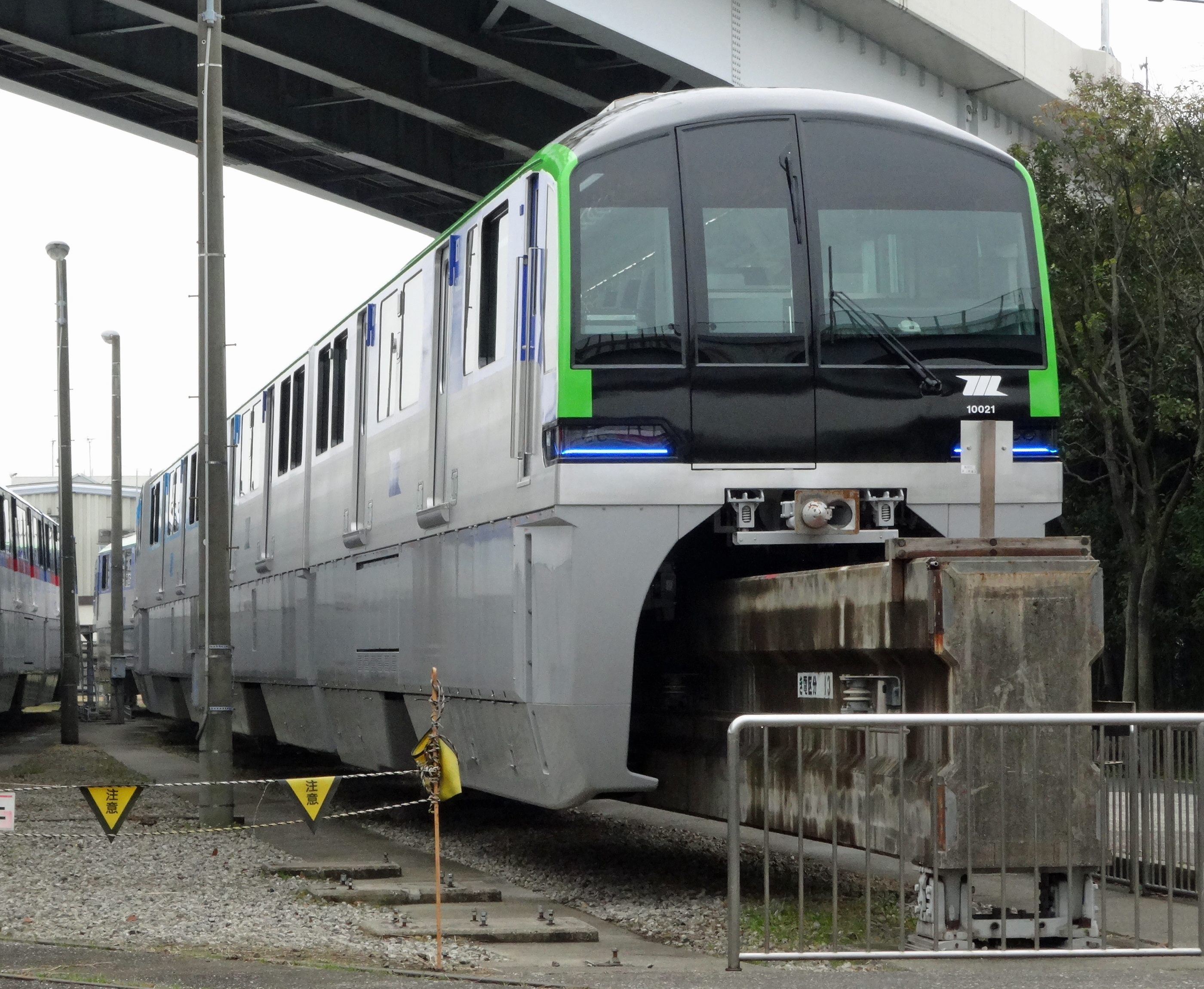
Train de la série 10000.

## Exploitation et fréquentation

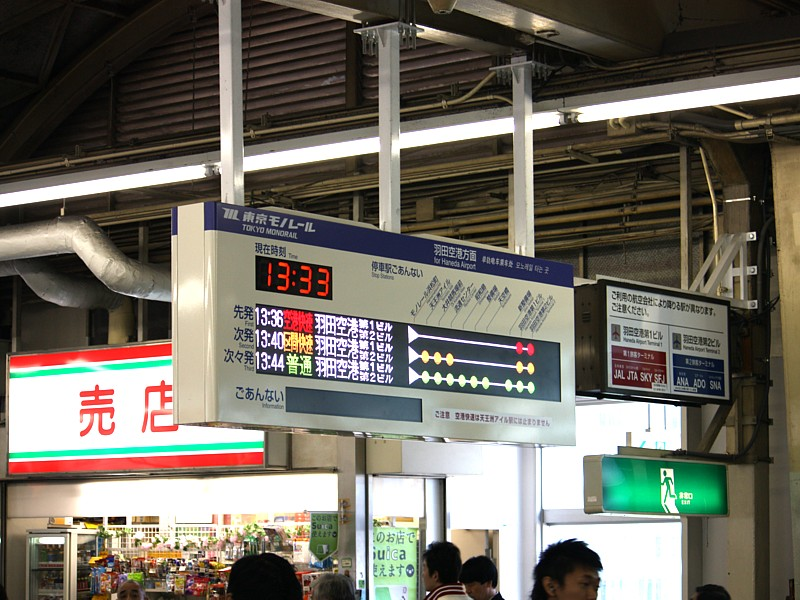
Panneau d'informations sur les prochains départs d'Hamamatsuchō.

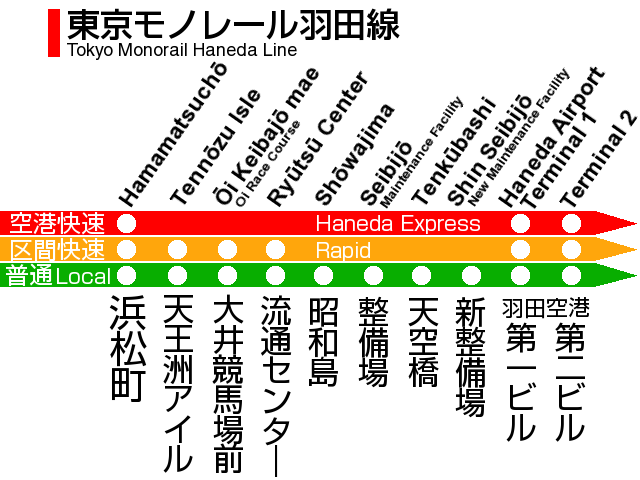
Principe d'exploitation des différents trains.

Les actionnaires de la compagnie gestionnaire, Tokyo Monorail Co, Ltd. sont JR East  à 61 %, Hitachi à 21 %, Japan Airlines International à 9 % et All Nippon Airways à 9 %.
Le monorail de Tokyo fonctionne d'environ 5 h 00 à minuit.
Trois services sont offerts sur la ligne. Toutes les quatre minutes, toutes les 3 minutes 20 secondes en heure de pointe, des trains quittent les terminus, dans l'ordre suivant :
- Haneda Express (空港快速, Kūkō Kaisoku?) : train direct qui ne dessert que les stations Hamamatsuchō - Kokusai Terminal - Haneda Airport Terminal 1 - Terminal 2. Ces trains arrivent au terminal 3 de l'aéroport en 13 minutes, au terminal 1 en 16 minutes et au terminal 2 en 18 minutes.
- Rapid (区間快速, Kukan Kaisoku?) : train accéléré qui dessert en plus les stations Tennōzu Isle - Ōi Keibajō-mae - Ryūtsū Center. Le trajet dure 21 minutes. Le monorail de Tokyo a commencé à exploiter des trains « rapides » en service partiel en décembre 2001, et en fonctionnement toute la journée trois ans plus tard.
- Local (普通, Futsū?) : train qui s'arrête à toutes les stations. Le trajet dure 24 minutes. À la station Shōwajima, le train se gare sur une voie de débord pour permettre au Haneda Express parti quatre minutes plus tard du terminus de le dépasser

Arrivée à son terminus, la rame change de catégorie en fonction de l'horaire de départ du prochain train. La catégorie du train n'est pas dictée par un type de rame ou ses aménagements intérieurs, mais uniquement par les arrêts effectués. La fréquence est telle que les temps de parcours et d'arrêt aux stations sont minutés et l'horaire doit être minutieusement respecté. Le moindre retard, même minime, provoque d'importantes répercussions.
À la gare de Hamamatsuchō, les passagers peuvent être transférés vers les lignes Keihin – Tōhoku et Yamanote, ainsi que les lignes Asakusa et Oedo du métro Toei via la station Daimon voisine. Le monorail se connecte également à la ligne Rinkai de Tokyo Waterfront Area Rapid Transit à la gare de Tennōzu Isle. Le monorail de Tokyo est l'une des deux lignes ferroviaires desservant l'aéroport, l'autre étant la ligne Keikyū Aéroport.
Le 14 mars 2020, les trois stations desservant l'aéroport de Haneda ont été renommées pour coïncider avec le changement de nom du terminal international en Terminal 3 : Aéroport de Haneda Terminal International devient Aéroport de Haneda Terminal 3 tandis que Aéroport de Haneda Terminal 1 et Aéroport de Haneda Terminal 2 voient leur nom être modifié uniquement en japonais, ビル (biru) étant remplacé par ターミナル (tāminaru).
Le monorail ne fut pas à l'abri d'accident, par exemple celui du 26 mars 2007.
La ligne Tokyo - Haneda est, avec environ 140 000 passagers par jour, la ligne de monorail la plus fréquentée au monde.

## Projets d'extension
Il était prévu à l'origine d'étendre la ligne jusqu'à la gare de Tokyo. En juin 2009, Tokyo Monorail Co., Ltd., a officiellement notifié au ministère des Transports son intention de convertir l'actuel terminal à voie unique de Hamamatsucho, qui n'avait pas changé depuis 1964, en un double - structure de la plate-forme. Construit en six ans et demi à un coût estimé à 26 milliards de yens, cela augmenterait la capacité de la ligne de dix-huit à vingt-quatre trains par heure et poserait les bases d'une extension de longue date de la gare de Shimbashi. En août 2014, il a été révélé que la ligne pourrait être prolongée de Hamamatsucho à la gare de Tokyo, longeant les voies de la ligne Yamanote entre Shimbashi et Tokyo. Les coûts totaux sont estimés à 109,5 milliards de yens, la construction prenant environ dix ans.